# Asociación Cultural de la RDA

Logotipo de la Kulturbund

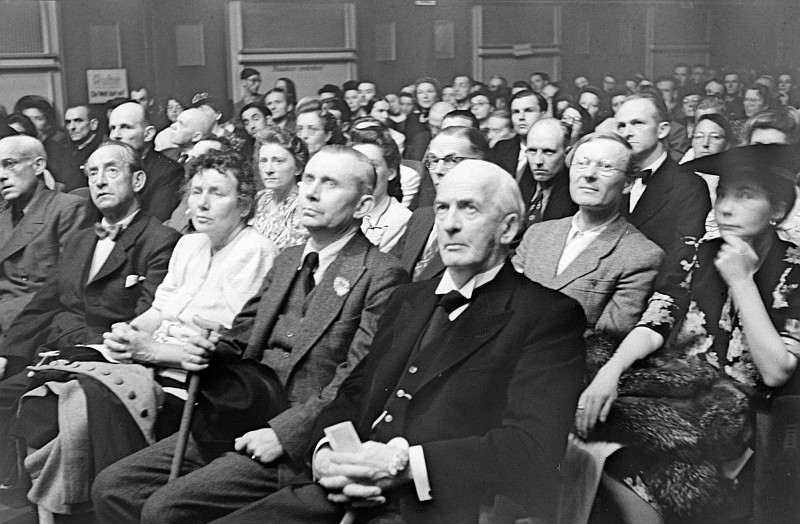
Celebración del primer aniversario de la asociación en 1946. En la primera fila se puede observar al pintor Max Pechstein (izquierda) y al Alcalde de Berlín Este, Arthur Werner (derecha).

La Asociación Cultural (en alemán: Kulturbund, KB) fue una federación de clubes locales en la República Democrática Alemana (RDA). Formó parte del Frente Nacional de Alemania Democrática, y tuvo representación en la Volkskammer. Muchos de sus miembros eran escritores, incluyendo a Willi Bredel, Fritz Erpenbeck, Bernhard Kellermann, Victor Klemperer, Anna Seghers, Bodo Uhse, y Arnold Zweig. Su primer presidente fue Johannes R. Becher.
Wilfried Maaß (destacado político de la RDA) fue Secretario General del Kulturbund durante el período 1984-1990, hasta la desaparición de la RDA. Hacia 1987, la asociación contaba con 273.000 afiliados.

## Presidentes
| Nombre                 | Inicio | Final |
| ---------------------- | ------ | ----- |
| Johannes Robert Becher | 1949   | 1958  |
| Max Burghardt          | 1958   | 1977  |
| Hans-Joachim Hoffmann  | 1977   | 1978  |
| Hans Pischner          | 1978   | 1989  |